# Lossingué
Lossingué est une localité du nord de la Côte d'Ivoire qui se situe dans la région de Kabadougou, dans le district de Denguélé.